# Nepenthes harryana
Nepenthes harryana este o specie de plante carnivore din genul Nepenthes, familia Nepenthaceae, ordinul Caryophyllales, descrisă de Frederick William Thomas Burbidge. Conform Catalogue of Life specia Nepenthes harryana nu are subspecii cunoscute.

## Galerie de imagini

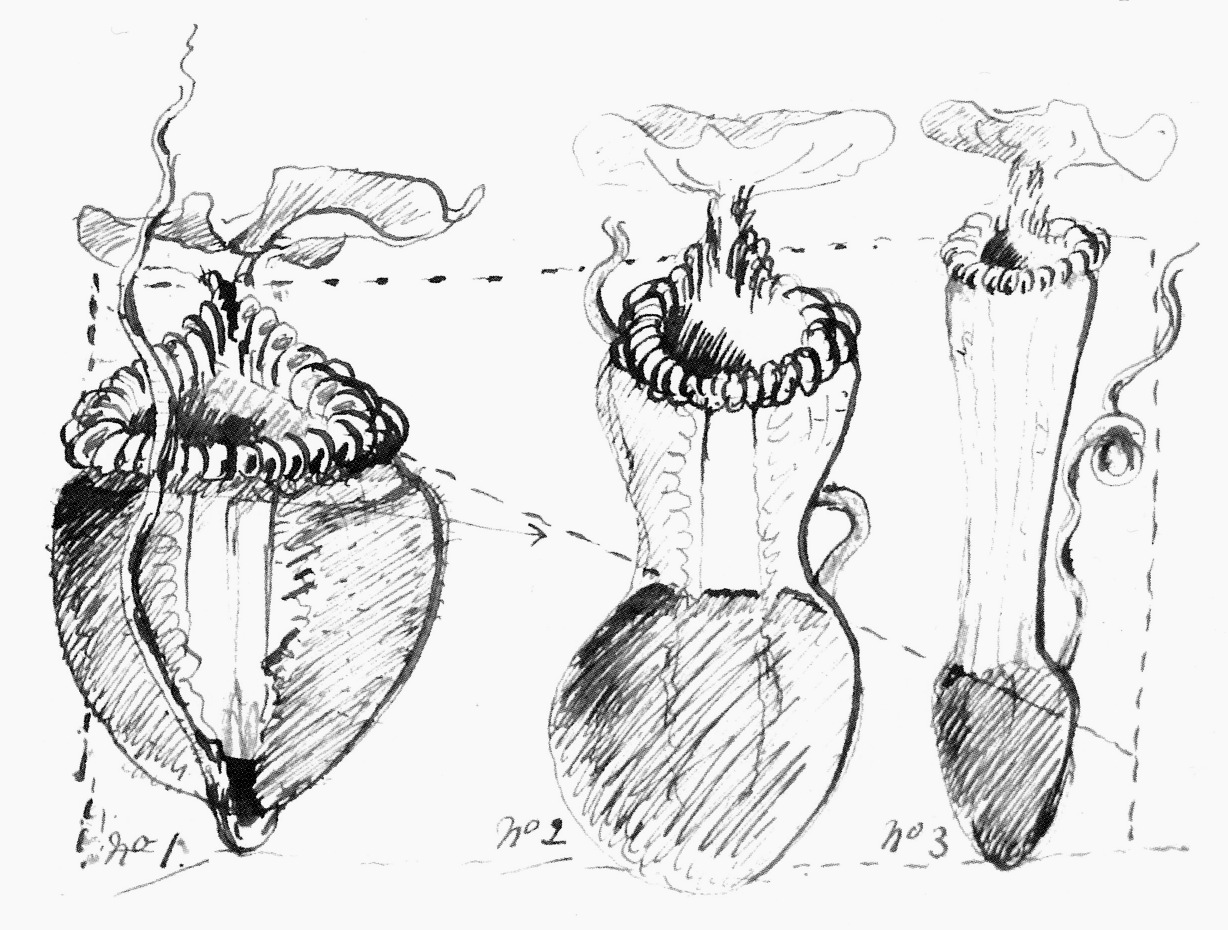